# Odynerus horni
Odynerus horni är en stekelart som beskrevs av Giordani Soika. Odynerus horni ingår i släktet lergetingar, och familjen Eumenidae. Inga underarter finns listade i Catalogue of Life.